# Somogy FC
A Somogy FC egy megszűnt labdarúgócsapat, melynek székhelye Kaposváron volt. A csapat legjobb eredménye az NB I-ben egy hetedik helyezés még az 1931-32-es idényből. 1936-ban a klub anyagi okokból megszűnt.

## Névváltozások
- 1926–1935 Somogy FC
- 1935–1936 Somogy-Baranya FC

## Híres játékosok
* a félkövérrel írt játékosok rendelkeznek felnőtt válogatottsággal.
- Berecz István
- Blum Zoltán
- Dán Vilmos
- Jávor Pál
- Joós Péter
- Kvasz János
- Lyka Antal
- Miklósi István
- Pesovnik László
- Péter József
- Tritz Lőrinc

## Sikerek
NB I
- Hetedik: 1931-32

NB II
- Bajnok: 1927-28, 1930-31